# Готские войны (535—554)
Готские войны 535—554 годов — военные действия между Византией и, в основном, Королевством остготов, а также в меньшей степени и Королевством вестготов.
Византийский император Юстиниан I в 532 году, когда позволила ситуация на византийско-персидской границе, обратил своё внимание на запад и взялся за восстановление власти Константинополя над землями, завоёванными «варварскими» государствами у бывшей Западной Римской империи. После неожиданно лёгкого и быстрого завоевания в 534 году Королевства вандалов и аланов, Юстиниану уже нужны были только предлоги к началу завоевания готских королевств на юге Европы.
В 535 году с молчаливого согласия остготского короля Теодахада была убита свергнутая годом ранее королева-регентша Амаласунта, проводившая провизантийскую политику. Юстиниан немедленно выступил мстителем за убитую и объявил остготам войну, затянувшуюся на 20 лет и закончившуюся падением остготского королевства.
На завершающем этапе остготской войны представился предлог и для нападения на вестготское королевство: В 551 году, заручившись договором о поддержке Византии, вестгот Атанагильд поднял восстание против действующего короля вестготов Агилы I. Юстиниан направил войско на помощь Атанагильду.
Театром 20-летних военных действий стали вначале Сицилия и западная часть Балканского полуострова (Далмация), затем основные события переместились в Италию и в конце захватили южную часть Испании.

## Предыстория

### Италия при остготах
В 476 году Одоакр сверг императора Ромула Августа и объявил себя королём Италии (rex Italiae), что привело к окончательному распаду Западной Римской империи. Хотя Одоакр признал номинальный сюзеренитет восточного императора Зенона и был возведён им в сан патриция, его независимая политика и растущая сила сделали его угрозой в глазах Константинополя. Чтобы обеспечить буфер, остготов под предводительством Теодориха Великого поселили как федератов империи на западных Балканах, но беспорядки продолжались. Зенон послал этих остготов в Италию с целью свергнуть Одоакра. Теодорих и готы победили Одоакра, и Италия перешла под власть готов. В соглашении между Теодорихом и Зеноном и его преемником Анастасием земля и её жители считались частью Империи, а Теодорих был наместником и главой армии (magister militum). Теодорих скрупулёзно соблюдал это расположение; существовала преемственность в гражданской администрации, укомплектованной исключительно римлянами, а законодательство оставалось прерогативой императора. Армия, с другой стороны, была исключительно готской, под властью их вождей и дворов. Народы также были разделены по религиозному признаку: римляне были христианами-халкидонистами, а готы — христианами-арианами. В отличие от вандалов или ранних вестготов, остготы отличались значительной религиозной терпимостью. Двойственная система работала под умелым руководством Теодориха, который умиротворял римскую аристократию, но система начала разрушаться в последние годы его жизни и рухнула при его наследниках. .
С восхождением на престол императора Юстиниана I, окончанием акакианской схизмы между Восточной и Западной церквями и восстановлением церковного единства на Востоке с целью уравновесить готскую власть несколько представителей италийской сенаторской аристократии стали отдавать предпочтение более тесным связям с Константинополем. Низложение и казнь выдающегося magister officiorum Боэция и его тестя в 524 году были частью медленного отчуждения римской аристократии от готов. Теодориху наследовал его 10-летний внук Аталарих в августе 526 г., чья мать Амаласунта стала регентом. Получившая римское образование женщина начала сближение с сенатом и империей. Это примирение и римское образование Аталариха вызвали недовольство готских магнатов, которые замышляли против неё заговор. Амаласунта приказала убить троих ведущих заговорщиков и написала новому императору Юстиниану I письмо с просьбой предоставить убежище в случае её свержения.

### Велизарий
В 533 году, используя династический спор как предлог, Юстиниан послал своего самого талантливого полководца Велизария вернуть североафриканские провинции, удерживаемые вандалами. Вандальская война привела к неожиданно быстрой и решающей победе Византийской империи и воодушевила Юстиниана в его стремлении вернуть остальные утраченные западные провинции. В качестве регента Амаласунта позволила византийскому флоту использовать гавани Сицилии, принадлежавшие Остготскому королевству. После смерти сына в 534 году Амаласунта предложила царство своему двоюродному брату Теодахаду; Теодахад согласился, но приказал арестовать её и в начале 535 г. убить. Через своих агентов Юстиниан пытался спасти жизнь Амаласунты, но безуспешно, и её смерть дала ему повод для войны с готами. Прокопий писал, что «как только он узнал, что случилось с Амаласунтой, будучи на девятом году своего правления, он вступил в войну». Согласно версии, излагаемой большинством авторов VI века (Прокопий Кесарийский, Иордан, Аммиан Марцеллин), именно это событие стало причиной войны. С другой стороны, вся внешняя политика правительства Юстиниана была связана с восстановлением Римской империи, и с этой точки зрения захват этой провинции был чрезвычайно важен.

## Война 535 года

### Начало войны
С началом боевых действий в 535 году армия Восточно-Римской империи разделилась на две части. План Юстиниана состоял в заключении союза с франками, что и было осуществлено в начале войны, и единовременной атаке по нескольким направлениям: военный магистр Иллирии Мунд направился на завоевание Салоны в Далмации в то время как вторая группировка под командованием Велизария общей численностью в от 7,5 до более чем 16,5 тысяч человек, среди которых, по данным историка и секретаря полководца Прокопия Кесарийского, было не менее 4 тысяч всадников и федератов и 3 тысяч исаврийцев, поддерживаемая флотом, высадилась на Сицилии. Готы не использовали корабли для того, чтобы помешать войскам Велизария в высадке, поскольку их король Витигес направил их на Салону. Вторжение армии Восточно-Римской империи было полностью внезапным. Первым делом группировка без особого труда взяла Катанию, сделав город штаб-квартирой, и без боя подчинила Сиракузы. Тем временем (или ещё раньше) Мунд занял Салону, разбив готов. Затем армия и флот в полном составе двинулись на Панорм.
Панорм (нынешний Палермо) стал единственным городом, который в начале победоносного пути Велизария оказал ему сопротивление, во многом из-за того, что его защитники боялись расправы за предательство со стороны короля. Местный гарнизон оборонялся настолько активно, что Велизарий констатировал невозможность взятия города с суши и приказал флоту направится в гавань, что простиралась до самой стены. Корабли расположились в гавани, где моряки обнаружили, что их мачты были выше крепостных стен. Благодаря этому команда смогла поднять на их верхушки небольшие лодки, в которые перед этим залезло значительное число лучников. Последние начали обстрел гарнизонных войск. Защитники, сильно напуганные подобной  тактикой, не выдержали и сдали город. Такое использование корабельных мачт для восточно-римского войска было традиционным способом захвата неприступных с берега городов. 31 декабря Велизарий вернулся в Сиракузы, оставив гарнизонный отряд в захваченном городе.

### Переговоры о мире

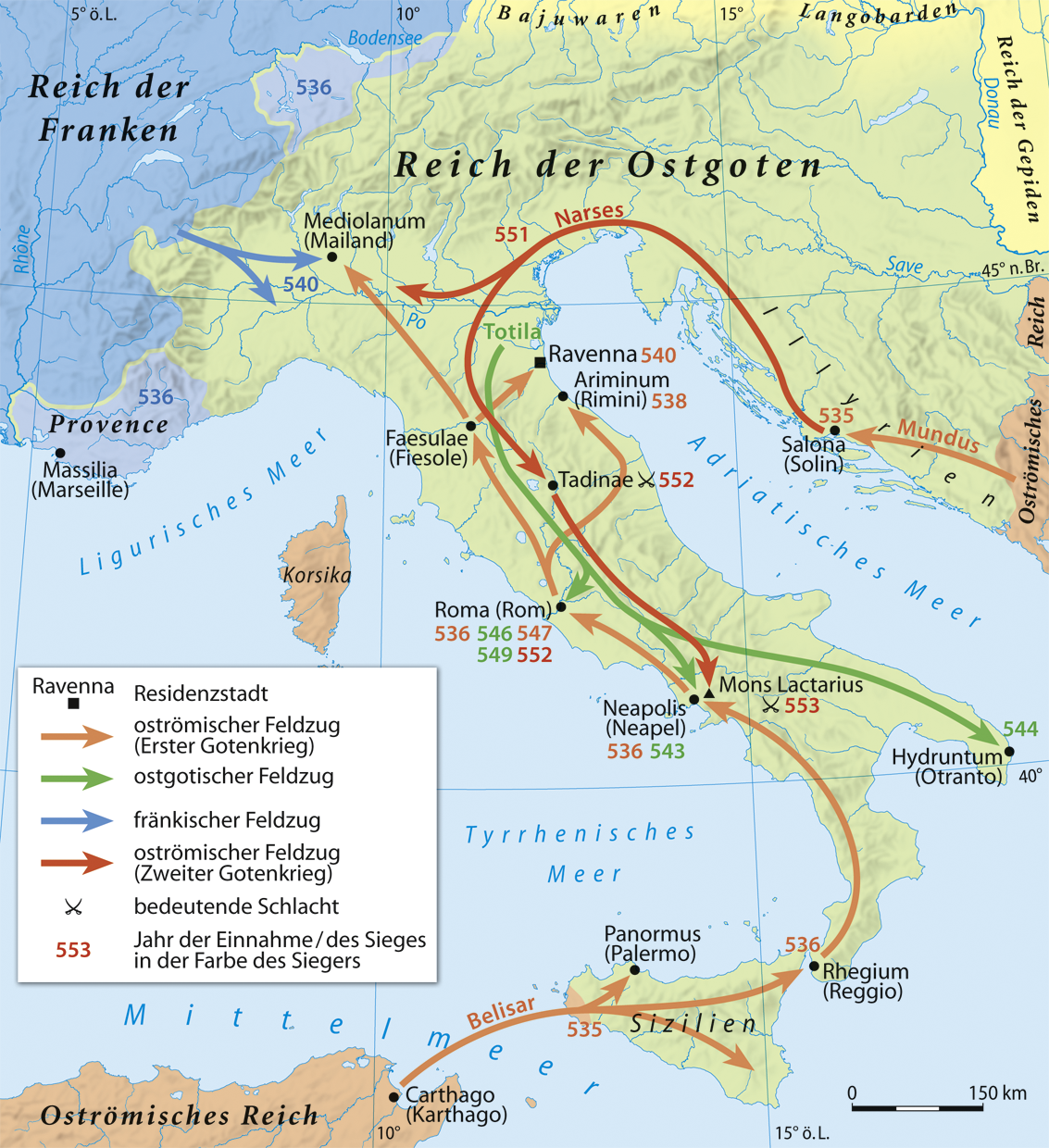
Византийско-готские войны в 535—554 годах

Успех Велизария в Сицилии, за которым скоро должна была последовать высадка византийского войска в Италии, заставил Теодахада согласиться на самые тяжкие жертвы. Он обещал константинопольскому послу Петру Патрикию отказаться от притязаний на Сицилию, платить подать в 300 фунтов золота, предоставить Империи по первому требованию трехтысячный военный контингент. Это всё было равносильно тому, чтобы поставить себя в положение самого обыкновенного предводителя федератов, отказавшись от королевской власти. Тайно от соплеменников он согласился даже перейти на положение частного лица, уступив Юстиниану всю Италию, если будет получать пожизненную пенсию в 1200 фунтов золота.
Когда же Петр возвратился в Италию с императорским поручением оформить соглашение с Теодахадом и указать ему удел, где он мог бы проводить жизнь, он обнаружил, что король совершенно переменил свою позицию. Это объяснялось тем, что пока посол ездил туда и обратно Империя столкнулась с двумя неожиданными неприятностями. Во-первых, в Далмации Мунд потерпел поражение от готов и пал на поле боя вместе со своим сыном Маврикием, а остатки его войска покинули страну. Во-вторых, в Карфагене вспыхнуло восстание императорских войск, и Велизарий оставил Сицилию и поспешил в африканские владения. Это вселило в Теодахада надежду, и он позволил себе не только свысока обращаться с послом, но и заключить его под стражу (на четыре, как оказалось, года). Таким неосторожным поступком Теодахад совершенно испортил своё положение.

## Первая итальянская кампания Велизария (536—540)

### Возобновление войны
Зимой 536 года из Дураццо вышел императорский флот и захватил Далмацию. Важные города, такие как Салона и Эпидавр (Рагуза, совр. Дубровник), были заняты, готских поселенцев вынудили перейти на сторону победителя. Одновременно Велизарий, к этому времени подавивший восстание в Африке, с небольшим войском в 7500 воинов и со значительной личной дружиной высадился в Южной Италии. В лице Велизария император Юстиниан I имел лучшего полководца своего времени. Но всё же военные силы, бывшие в распоряжении Велизария, мало соответствовали стоявшей пред ним задаче. Он должен был завоевать страну с громадным населением, которая могла выставить стотысячное войско. До некоторой степени такая огромная разница в военной силе компенсировалась преимуществом в дисциплине и выучке имперских войск по сравнению с народным ополчением варваров. Что касается сопротивления, оказанного Велизарию собственно готскими войсками, то эти войска были крайне слабо подготовлены, не имели обдуманного и правильно исполняемого плана, плохо управлялись.
Узнав о высадке Велизария в Южной Италии и о движении ещё одного неприятельского корпуса на Равенну из Далмации, Теодахад пригрозил Византии умерщвлением всех римских сенаторов с женами и детьми, но это не помогло. При появлении византийского главнокомандующего в Южной Италии летом 536 года оказалось, что там мало готских гарнизонов, а население встретило появившийся византийский корпус с распростёртыми объятиями.
На сторону Велизария перешел Эбримут, зять короля, стоявший во главе войска готов в Регии (совр. Реджо-ди-Калабрия). Велизарий отправил Эбримута в Византию, и там ему был присвоен сан патрикия.

### Падение Неаполя

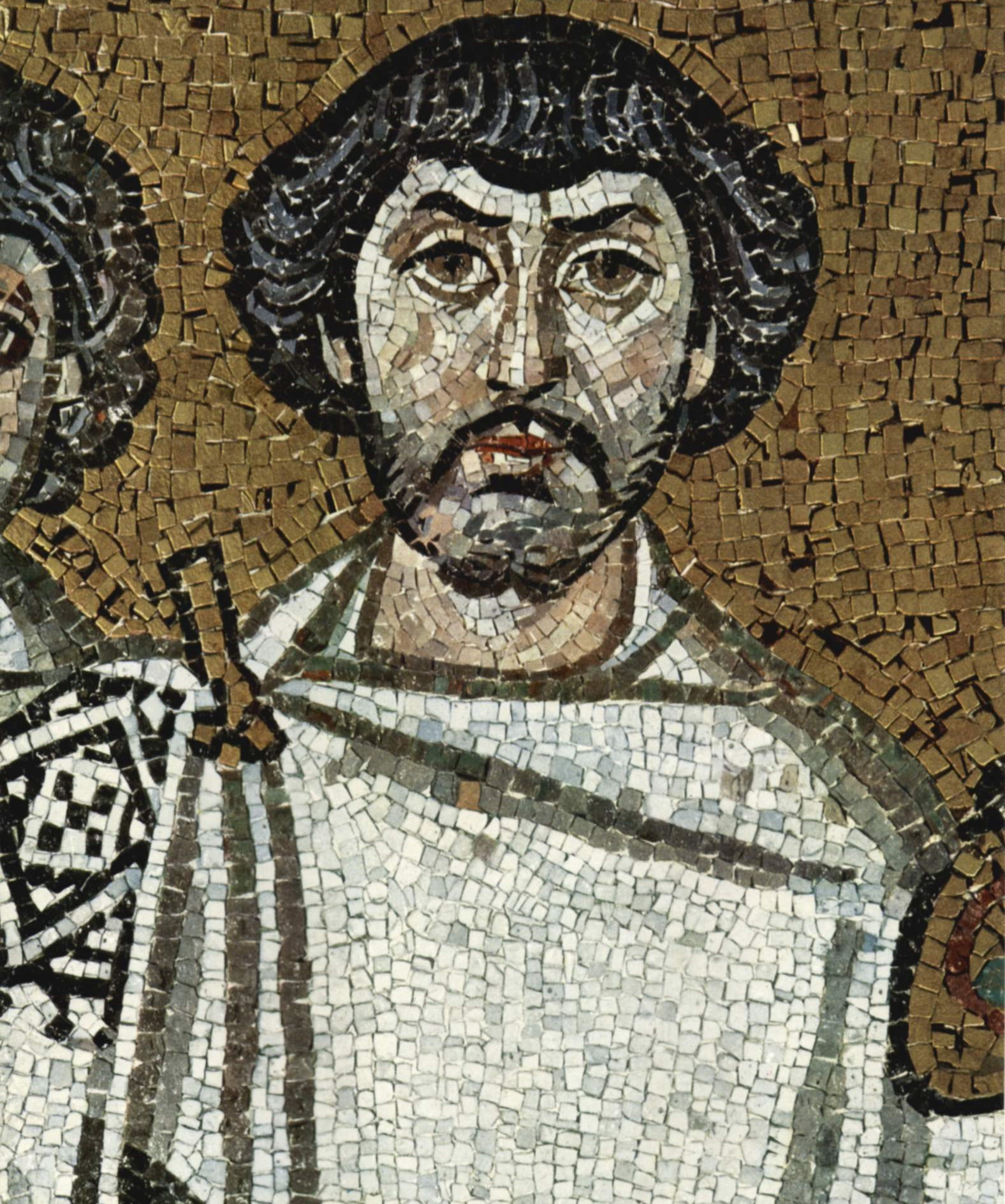
Предполагаемое изображение Велизария на мозаике в базилике Сан-Витале в Равенне

Центром господства готов в Кампании был Неаполь; здесь были прекрасная морская гавань и обширный торговый центр с громадным и богатым населением. В этом городе в октябре 536 года заперся готский гарнизон. Через 20 дней осады с суши и с моря Велизарий начал думать отступить от города, но тут ему было донесено, что есть возможность проникнуть в город через заброшенный и никем не охраняемый акведук. Четырём сотням византийцев удалось ночью пробраться этим путём в центр Неаполя и овладеть двумя башнями, с которых они дали знак своим, и те ворвались в город. Оставив в Неаполе небольшой гарнизон и приняв под власть кампанский город Кумы, Велизарий двинулся в конце ноября 536 года на Рим.
Теодахад в Риме бездействовал, теряя всё более и более свой авторитет и доверие италийского населения. Правда, он завязал переговоры с франками, чтобы побудить их за уступку некоторых областей помочь ему против Велизария.
Когда готский вождь южной армии Эбримут перешёл на сторону врагов, а Неаполь не получил никакой помощи от короля, остготы начали сознавать всю степень опасности сложившегося положения и прибегли к революционным мерам. В конце ноября 536 года часть войска, расположенного в Регате северо-восточнее Террачины, провозгласила своим королём Витигеса, который «умел владеть мечом и не пачкал рук стилем». Теодахад, презираемый и ромеями, и готами, надеялся спастись в Равенне, но на пути туда был умерщвлён подосланным Витигесом убийцей.

### Первый захват Рима Велизарием
Оставив в Риме гарнизон в 4000 человек, Витигес отступил к Равенне, чтобы укрепить собственное положение среди италийцев и готов и подготовить военные операции на будущий год. Однако Витигес обманулся насчет расположения к нему римского населения. Жители Рима решительно поддержали Велисария, и, не желая подвергаться риску осады, они по поручению папы Сильверия и знатных горожан послали к Велисарию делегацию. Поняв, что с враждебным населением они не смогут удержать позиции, остготский гарнизон через Фламиниевы ворота покинул город, и 9 декабря 536 года направился на север, в Равенну. В тот же день во главе отряда из 5000 солдат через Ослиные ворота в город вошёл Велизарий. Таким образом Рим снова попал под императорскую власть после шестидесяти лет варварского владычества.
Велизарий со своими небольшими силами не мог продолжать движение в сторону Равенны, поскольку остготы были значительно многочисленнее. Вместо этого он разместился в Риме, готовясь к неизбежному контрудару. Он озаботился укреплением городских стен и подвозом съестных припасов из Сицилии и окрестностей.
Витигес, со своей стороны, деятельно готовился к походу. Прежде всего, он принял меры к тому, чтобы поставить на военное положение готский народ и снабдить военным снаряжением и конями всех, способных носить оружие. Перед ним стояла сложная задача: с одной стороны, необходимо было выставить наблюдательный отряд на севере, чтобы не допустить вторжения имперского отряда из Далмации; с другой стороны, необходимо было принять меры на случай, если бы франки воспользовались затруднительным положением остготского королевства и решили ворваться в Италию с северо-запада. Переговоры Витигеса с франками достигли положительных результатов: получив Прованс, они дали слово не предпринимать враждебных остготам действий в Северной Италии. К началу весны 537 года Витигес располагал ополчением в 150 000 воинов, в котором значительную часть составляла кавалерия. Велизарий в письме императору сетовал о 30-кратном превосходстве сил остготов.

#### Первые столкновения
Велизарию с весьма небольшими силами нельзя было выступить против неприятеля в открытом поле: его надежда заключалась в городских укреплениях, и в той мысли, что Витигес едва ли в состоянии предпринять правильную осаду хорошо защищенного города. Кроме того, Велизарий, оценивая то громадное впечатление, что произвел в Италии захват Рима, понимал, что он ни под каким видом не может уйти из занятого им города, и поэтому распространял мысль, что он не выйдет из Рима живым и будет его защищать до последней крайности. В ожидании вспомогательных отрядов, которые должны были прийти из Константинополя, он требовал от городских жителей участия в защите городских стен, и сам был везде на первом месте. Желая несколько задержать Витигеса, прежде чем он окружит Рим своим громадным войском, Велизарий при подходе готов к городу выставил против них кавалерийский отряд своих букеллариев в тысячу человек на мосту Salario через реку Анио, недалеко от впадения её в Тибр, где и произошла первая военная стычка, в которой греки и остготы показывали изумительную отвагу. Велисарий не раз подвергался крайней опасности. Готы ударили с тыла и с флангов на византийский отряд, неосторожно погнавшийся за неприятелем, и прижали его к стенам города у Салариевых ворот. Уже разнёсся слух, что Велизарий убит, и римляне не хотели открыть ворота, имея опасение, чтобы вместе со своими не ворвались в город и неприятели. С большим трудом Велизарию удалось восстановить порядок в своем отряде и найти защиту за стенами города, куда при наступлении ночи были впущены греческие воины.

#### Битва за Рим

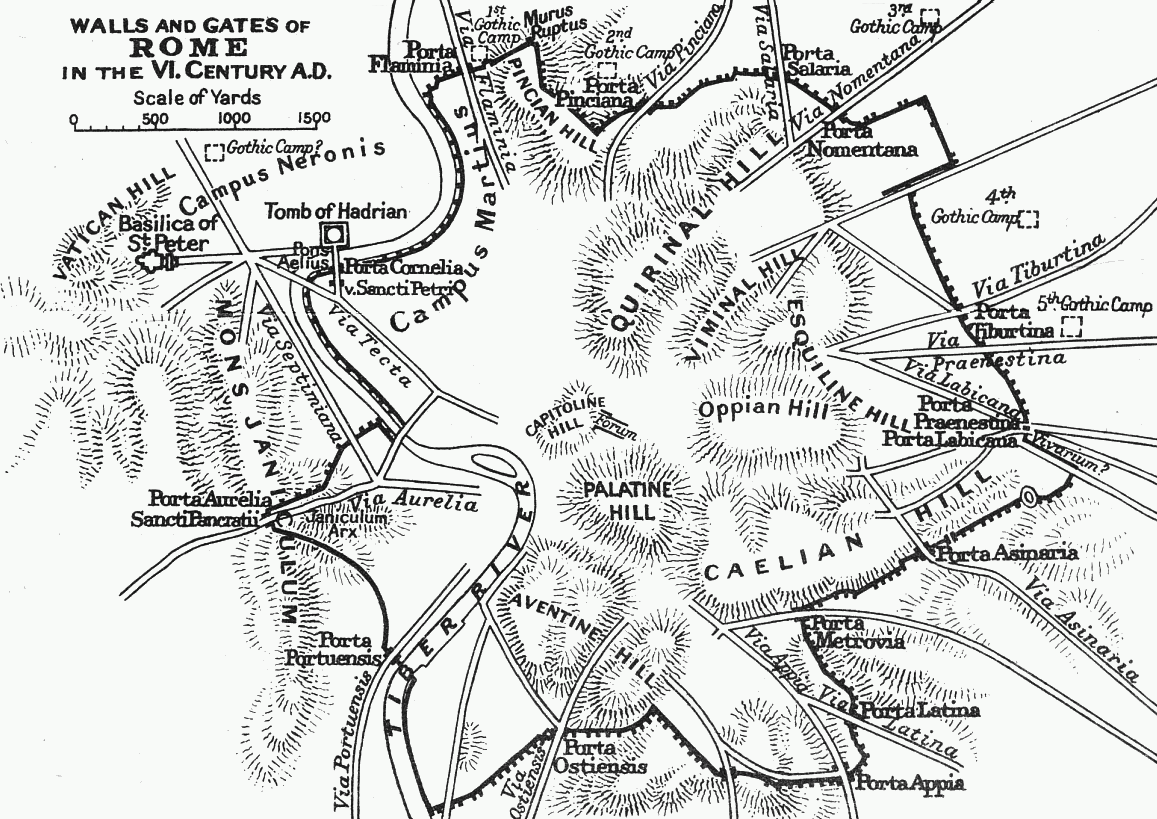
Стены Рима в VI столетии. На карте отмечены лагеря готов при осаде города в 537—538 годах

С конца февраля город был окружен остготами, которые раскинули шесть военных лагерей, и считали судьбу Рима совершенно предрешённой, так как им были известны слабые средства, какими располагал Велизарий. Витигес предложил Велизарию вступить в переговоры и обещал предоставить свободный выход гарнизону, если ему будет сдан город, но Велизарий отклонил предлагаемые условия. На восемнадцатый день осады готы атаковали Рим сразу с нескольких сторон — около Салариевых, Панкратиевых, Аврелиевых и Пренестинских ворот — но были отброшены с большими потерями. Рим не был блокирован осаждавшими с южной стороны и в нижнем течении Тибра, и на следующий день после штурма Велизарий по причине нехватки продовольствия приказал эвакуировать из города всех женщин, детей и непригодных к ношению оружия. Также по обвинению в измене византийцами был низложен папа Сильверий, и на его место был возведён новый первосвященник, Вигилий. Пользуясь оплошностью врага, Велизарий в начале апреля ввёл в Рим вспомогательный отряд из 1600 воинов славянского и гуннского происхождения, после чего он с большей, чем ранее, эффективностью продолжил делать неожиданные вылазки там, где неприятель был наименее подготовлен, и наносил ему значительный урон. По словам Прокопия Кесарийского, всего было 77 сражений между осаждающими и осажденными. Однако, попытка византийцев путём полномасштабного сражения с противником в открытом поле добиться снятия осады закончилась их поражением, и они были вынуждены отступить за городские стены. В начале лета из Константинополя было прислано жалованье войску, но вспомогательных отрядов, которых так ждали Велизарий и население Рима, всё не было. Между тем, в городе чувствовался недостаток в припасах — на третий день после неудачного штурма готы захватили никем не защищённый порт в устье Тибра, лишив византийцев таким образом возможности получения продовольствия и подкреплений по морю иначе, чем через Остию. По приказу Витигеса, рассерженного упорством защитников Рима, были перебиты почти все римские сенаторы, предварительно вывезенные остготами в Равенну. Летом 537 года в Риме начались голод и эпидемия чумы. Чтобы поддержать дух населения, Велизарий распустил слух, что императорские войска высадились в Кампании, и что помощь приближается.
Не лучше, однако, было и положение осаждающих. Сосредоточение громадного войска под Римом вызывало необходимость вполне обдуманной и правильно выполняемой системы подвоза припасов. Но Кампания была опустошена, а из Тосканы уже взяты были запасы. Велизарий вывел часть гарнизона (около 1500 воинов) из Рима и занял Террачину и Тибур; этим он уменьшил количество населения в Риме, нуждавшееся в прокормлении, и, кроме того, получил возможность ограничивать неприятелям свободу движения и стеснять их в подвозе съестных припасов. Между тем секретарь Велизария, историк Прокопий, организовал вместе с супругой Велизария Антониной закупку хлеба в Кампании и собрал до 500 человек из местных гарнизонов, чтобы доставить в Рим заготовленные запасы. В ноябре 537 года в Неаполь по морю был доставлен значительный военный отряд в 5100 человек, который нашёл возможность добраться до Остии и соединиться с римским ослабевшим гарнизоном. Кроме того, к Риму подошёл византийский флот с большим количеством продовольствия. Тогда Витигес понял, что продолжать осаду было бы безрассудством. В самом деле, во время осады погибло более 30000 готского войска и столько же выбыло из строя по случаю ран и болезней. Витигес послал к Велизарию уполномоченных договариваться о мире. Он обещал уступку Сицилии, и даже Кампании и уплату дани. Велизарий не хотел даже слушать о ежегодной дани, требуя только одного — безусловного очищения Италии. В итоге стороны договорились о заключении перемирия до согласования его условий непосредственно с императором.

#### Снятие остготской осады Рима
В течение трёх месяцев, пока шли сношения готов с Константинополем, Велизарий успел во многих отношениях изменить положение осаждённого города. Прежде всего, он нашёл возможным, снабдить Рим съестными припасами, затем морем доставлены были в Остию вспомогательные отряды из Африки — словом, он воспользовался перемирием для исправления тех бедствий, какие нанесены были осадой. Между тем осаждавшее войско оставалось в самых невыгодных условиях, в смысле доставки продовольствия, так как Велизарий господствовал на море и постепенно отрезал пути снабжения готов из Северной Италии. Витигес выражал неудовольствие по поводу предприятий Велизария, но последний не обращал на это внимания и искал лишь случая заставить готов нарушить невыгодное для них перемирие.
Таким поводом стала попытка готов захватить Рим, скрытно пробравшись внутрь города через отверстие в водопроводе. Этот замысел провалился вследствие бдительности византийского дозора. Также была пресечена и попытка двоих предателей опоить стражу на стене города снотворным зельем.
После этих событий Витигес окончательно убедился в бесплодности дальнейшего продолжения осады, и вынужден был в марте 538 года снять её и идти на север, чтобы попытаться отстоять, по крайней мере, Северную Италию, где господство готов оставалось ещё довольно прочным.

### Военные действия в Умбрии и Пицене, осада Ариминума
В первые зимние месяцы 538 года, сразу после прекращения перемирия между ромеями и готами, византийское войско в 2000 всадников под руководством Иоанна по приказу Велисария переправилось через Апеннины, опустошило готский Пицен, обратило в рабство жён и детей стоявших под Римом готов и разбило выступившую против него готскую армию дяди Витигеса Улифея, погибшего в бою. Дальнейшее продвижение императорскому войску преградила горная крепость Ауксим (совр. Озимо) к югу от Анконы. Этот «ключ от Равенны» защищал сильный готский гарнизон из 4000 воинов. Иоанн, однако, не стал осаждать этот неприступный город и поспешил к прибрежной крепости Ариминум, которую и занял без боя (готский гарнизон заранее отступил в Равенну).
Это ставило короля Витигеса в весьма опасное положение — Ариминум находился всего лишь в одном дне пути до Равенны; через некоторое время до него дошли слухи, что королева Матасунта, находившаяся тогда в Равенне и ненавидевшая короля за принуждение её к браку с ним, вступила в тайные переговоры с Иоанном о браке и предательстве.
Витигес, спешно отступая от Рима со всей своей армией и оставляя гарнизоны в ещё не захваченных византийцами городах Этрурии и Пицена, двинулся к Ариминуму, желая отбить эту крепость. Велизарий, понимая, что 2000 ромейской кавалерии не смогут выдержать долгой осады всей остготской армии, отправил в Ариминум 1000 всадников с приказом к Иоанну выйти из крепости, оставив в ней часть пехотинцев из гарнизона соседней Анконы, и присоединиться к главной армии. Иоанн, однако, ослушался этого приказа главнокомандующего, и, присоединив к своей армии 400 человек из посланного ему подкрепления, остался в Ариминуме.
Остготские войска взяли в осаду Ариминум и Анкону, но их попытки штурма этих крепостей были отбиты. Тем не менее, у осаждённых ощущалась сильная нехватка продовольствия, и их капитуляция перед Витигесом без помощи извне была неизбежной.

### Первое прибытие Нарсеса, разногласия между Нарсесом и Велизарием (538—539)
Велизарий занимался захватом слабоукреплённых поселений в Центральной Италии (так, грекам в это время удалось добиться сдачи городов Клузиума и Тудеры, а также укреплённого ущелья Петры), когда к нему пришло известие о высадке в Пиценуме 5-тысячной ромейской армии под командованием талантливого полководца Нарсеса, усиленной 2000 герульских федератов — его личных телохранителей.
Велизарий двинулся навстречу Нарсесу, и, объединив свои армии около города Фирма, оба полководца стали держать совет о том, что предпринять в дальнейшем. Их мнения разделились: Нарсес предлагал немедленно выступить на помощь осаждённому гарнизону Ариминума; более осторожный Велизарий, опасаясь нарушения византийских коммуникаций готами, желал сначала захватить Ауксим, находящийся у ромеев в тылу. Неизвестно, какому решению было бы отдано предпочтение, если бы к генералам не пробрался гонец из Ариминума с письмом от Иоанна, в котором тот писал об отсутствии всяких припасов в осаждённой крепости и просил о немедленной помощи. В связи с этим известием была принята стратегия Нарсеса. Велизарий, однако, оставил неподалёку от Ауксима в укреплённом лагере 1000 воинов, чтобы удержать остготов от вылазки из города.
Для деблокады Ариминума византийцами была спланирована сложная операция: в то время как одна их армия, сопровождаемая большими силами флота, наступала на город вдоль побережья Адриатического моря, основные силы, возглавляемые Велисарием, зашли противнику в тыл по горной дороге. Остготы, зная, что к византийцам недавно подошли значительные подкрепления, и опасаясь окружения (один из их отрядов натолкнулся на армию Велизария в горах, понеся большие потери, и оставшиеся в живых воины рассказали об этом Витигесу), спешно отступили в Равенну.
Бескровное снятие осады с Ариминума заметно укрепило роль Нарсеса в византийской армии, и он, поддерживаемый некоторыми командирами (например, Юстином и Иоанном), фактически выступил против планов Велисария как главнокомандующего. Разногласия между полководцами чётко обозначились на военном совете, проведённом около Ариминума. В то время как Велизарий выступал за быстрое взятие Ауксима и деблокаду Медиоланума (Медиолана, совр. Милана), Нарсес предполагал сосредоточить усилия ромеев на действиях в Эмилии, чтобы тревожить столицу готов Равенну.
Несмотря на все противоречия, единая византийская армия приступила к осаде Урбинума, сильной крепости к югу от Ариминума, однако войска двух командующих встали здесь разными лагерями. Вскоре Нарсес, убедившись в совершенной неприступности города, несмотря на возражения Велисария увёл своё войско обратно в Ариминум. Оттуда он послал Иоанна с большей частью армии на захват Эмилии, что вскоре и было осуществлено. Велизарий же, оставшись осаждать Урбинум, сумел взять его лишь из-за счастливой случайности: единственный родник, откуда защитники города брали воду для питья, внезапно иссяк, и истощённый жаждой готский гарнизон был вынужден капитулировать. Также византийцы осадили укреплённый город Урбиветер (лат. Urbs Vetus).
Несмотря на продолжающиеся успехи, разделённая на две части ромейская армия была не в состоянии контролировать ситуацию на всём театре военных действий, о чём говорят, в частности, события в Медиолануме.

#### Осада и разрушение Медиоланума
Ещё во время осады Рима к Велизарию обратились медиоланский епископ Датис и некоторые знатные горожане с просьбой прислать им небольшой византийский гарнизон. Они утверждали, что с его помощью при поддержке местного ополчения будет легко обратить под власть империи не только сам Медиолан, но и всю Лигурию. В апреле 538 года вместе с просителями Велизарий послал по морю в Северную Италию отряд в 1000 человек под командованием Мундилы. Высадившись в Генуе и продвинувшись вглубь страны, ромеи быстро взяли под свой контроль Медиоланум и большинство других городов Лигурии, кроме Тицинума (совр. Павии). Узнав об этом, король готов послал против врага значительную армию под начальством своего племянника Урии. Кроме того, по просьбе Витигеса король франков Теодеберт I прислал ему в помощь 10000 воинов-бургундов. Союзники быстро соединили свои армии и взяли Медиолан в осаду. Это наступление было неожиданностью для ромеев, совершенно не готовых к обороне города: в самом Медиолане оставалось только 300 византийцев, так как остальные войска Мундила отправил для укрепления гарнизонов соседних городов; кроме того, у осаждённых совершенно не было времени на доставку в Медиолан припасов, и город остался практически без продовольствия.
Велизарием на помощь осаждённым был направлен отряд Мартина и Улиария, который, дойдя до переправ через реку По, не решался двигаться дальше, опасаясь большого численного превосходства противника. Вместо этого командующие отряда стали просить Велизария, чтобы он прислал им поддержку в лице армии Юстина и Иоанна, действовавшей неподалёку, в Эмилии. Однако, несмотря на приказ Велизария, эти военачальники отказались выступать к Медиолану без личного распоряжения от Нарсеса, которое пришло слишком поздно для того, чтобы византийцы успели деблокировать Медиоланум.
Между тем, остготами было отправлено посольство к Мундиле, предлагавшее ему сдать Медиолан, гарантируя неприкосновенность византийского гарнизона. Военачальник отклонил это предложение, так как оно не содержало гарантий жизни и свободы мирным жителям города, но его измученные голодом солдаты заставили его сдаться на этих условиях. Ромейские солдаты действительно сохранили свои жизни, но Медиолан был разрушен до основания, 30000 его жителей перебиты, а остальные обращены в рабство и лишь позднее были освобождены ромеями.

#### Первый отъезд Нарсеса из Италии
После падения Медиолана Юстиниан, узнав о противоречиях между его полководцами в Италии, отозвал Нарсеса обратно в Византию. Вместе с ним страну покинули 2000 герулов. Велисарий вновь стал единственным главнокомандующим.

### Переговоры остготов с персами, осада Ауксима и Фезулы, вторжение франков в Италию
Остготы, опасаясь наступления противника на Равенну, попытались склонить к войне с империей некоторые окружавшие её народы. Посольство к лангобардам не достигло этой цели, и Витигес отправил двоих своих послов к шахиншаху сасанидов Хосрову I. Это посольство оказалось удачным, и Юстиниан спустя год был вынужден послать Велизария на восточные границы империи, однако война Византии с Персией началась всё же слишком поздно, чтобы помочь Витигесу.
Велизарий, прежде чем идти на Равенну, хотел захватить ещё оставшиеся под готским контролем крепости Центральной Италии — Ауксим и Фезулу. Сам он во главе 11000 солдат приступил к осаде Ауксима, отправив под Фезулу отряд Юстина. В обоих крепостях вскоре подошли к концу запасы продовольствия, и готы отправили посланников к Витигесу, прося его о помощи. Король отправил Урию с войском, чтобы разбить осаждавших Фезулу, но тот остановился к северу от переправ через По и разбил лагерь неподалёку от отряда Мартина и Улиария, опасаясь атаковать противника.
В это время большая армия франков, возглавляемая королём Теодебертом, вторглась в Италию. Беспрепятственно пропущенные остготами по мосту через реку По близ Тицин, франки внезапно атаковали армию Урии и разбили её — во многом победе способствовало то, что готы считали франков своими союзниками, пришедшими к ним на помощь для борьбы против византийцев. Также франки разгромили и византийский отряд Мартина и Улиария.
Вторжение огромного войска франков могло изменить ход войны, но вместо того, чтобы развить наступление, Теодеберт со своими воинами занялся грабежом Лигурии. Вскоре ряды франков охватила эпидемия дизентерии, от которой погибло до трети их войска, и они вынуждены были отступить из Италии.
Велизарий сосредоточил все усилия своей армии на осаде Ауксима и Фезулы, и поздней осенью 539 года обе эти крепости после упорного сопротивления сдались византийцам по причине голода.

### Капитуляция Равенны, первый отъезд Велизария из Италии
Ликвидировав последние готские оплоты в Центральной Италии, Велизарий вместе со всей своей армией, усиленной прибывшими из Далмации подкреплениями, начал наступление на Равенну и вскоре осадил этот город. Византийские отряды укрепились на берегах реки По, а имперский флот приступил к патрулированию побережья Адриатики. Таким образом, была блокирована всякая возможность подвоза продовольствия в осаждённую остготскую столицу.
В это время к Витигесу явилось франкское посольство, которое предложило королю альянс против ромеев в обмен на совместное управление Италией. Однако, готы, помня о минувшем вторжении Теодеберта, отклонили этот союз, тем более, что они получили возможность заключить мир на аналогичных условиях непосредственно с Византийской империей — в Равенну прибыли послы от Юстиниана, сенаторы Домник и Максимин, с предложением мира на условиях выдачи византийцам половины готских богатств и всех италийских земель к югу от реки По. Столь мягкие условия император выдвинул, вероятно, желая освободить свои войска на западе и сосредоточить их против державы Сасанидов, война с которой могла начаться в любой момент.
Несмотря на то, что принятие византийских требований фактически положило бы конец суверенитету Остготского королевства, Витигес, находясь в тяжёлом положении, с радостью согласился на эти условия.
Мирный договор не мог считаться действительным без подписания его не только готским королём, но и византийским главнокомандующим. Велизарий отказался подписать договор, будучи уверен в том, что сможет в короткий срок добиться полной капитуляции готов и полностью аннексировать Италию.
Готы, крайне расстроенные провалом мирных переговоров, решились на отчаянный шаг — они тайно отправили к Велизарию посланников, предлагая ему титул императора уже несуществующей Западной Римской империи. Витигес, окончательно лишившийся поддержки среди своих подданных, был готов признать власть Велизария и сложить с себя корону. Велизарий же, руководствуясь военной выгодой, потребовал от готов сдать Равенну в обмен на обещание принять на себя титул западного императора. Равенна капитулировала на этих условиях в мае 540 года, в городе был размещён ромейский гарнизон. Велизарий, войдя в неприятельскую столицу, однако, отказался от вступления на императорский престол, вплотную занявшись окончательным покорением Италии — после падения Равенны византийцам сдались большинство готских укреплённых городов на севере страны, за исключением Тицинума, занятого войсками Урии, и Вероны, в которой укрепился гарнизон под командованием знатного гота Ильдебада.
Обеспокоенный самовольством Велизария и слухами о возможном принятии им короны, Юстиниан вызвал его в Константинополь. Полководец взял с собой в Византию королевскую казну, а также короля Витигеса, королеву Матасунту и многих знатных готов в качестве почётных пленников, однако ему было отказано в триумфе по прибытии в столицу империи. Витигесу был дарован титул патрикия и имения в Анатолии.
На этом первый период византийско-готских войн закончился.

## Война 540—553 годов

### Правление Ильдебада и возобновление войны. Правление Эрариха
Отказ Велизария от короны и пленение византийцами Витигеса заставили патриотически настроенных готов искать себе нового короля. Их выбор пал на Урию — одного из немногих продолжавших сопротивление неприятелю полководцев, возглавлявшему гарнизон Тицинума. Урия, однако, отказался от предложенной ему чести, сославшись на родство с презираемым готами Витигесом, и предложил вместо себя кандидатуру Ильдебада, оборонявшего на тот момент Верону. Это мнение было поддержано знатью, и Ильдебад стал королём. Важным фактором, повлиявшим на избрание Ильдебада, было то, что он приходился племянником Теудиса, короля вестготов, на военную помощь которых надеялись их восточные родичи. Первоначально Ильдебад имел в своём распоряжении только отряд в 1000 человек (часть из которых составляли византийские перебежчики-готы) и город Тицинум, но вскоре его власть признали все готы Лигурии и Венеции.
После отъезда Велизария (вместе с которым в Константинополь отправились и 7000 его букеллариев) положение византийцев в Италии совершенно изменилось. Оставшись без главнокомандующего, одиннадцать их отрядов, лишённые общего руководства и рассеянные по стране, проводили время в бездействии. Ещё более усугубляла ситуацию финансовая политика казначея (греч. λογοθέτης) Александра, который суровыми налоговыми поборами быстро вызвал разочарование италийцев в нахождении под властью Византии. Одновременно снижалось жалованье ромейским солдатам, что привело к их массовому дезертирству, быстро принявшему катастрофические масштабы, мародёрству и грабежам готского населения.
Из всех византийских командиров только Виталий, прибывший немногим ранее из Далмации и имеющий в своём отряде множество федератов-герулов, решился на наступательные действия против нового остготского короля и атаковал его армию в районе города Тарбезий (совр. Тревизо). В этом сражении византийская армия была разгромлена, Виталию удалось вместе с её остатками спастись бегством. Победа под Тарбезием существенно увеличила влияние Ильдебада, сделав его героем борьбы за независимость остготов.
После ослабления византийской угрозы между Ильдебадом и Урией возник конфликт, причиной которого стала ссора между их жёнами. Дело закончилось убийством Урии по приказу короля якобы за подготовку к государственной измене. Казнь Урии вызвала возмущение готов и отвернула от Ильдебада многих из них. Вскоре (в мае 541 года) этот готский король был убит прямо во время пира своим телохранителем-гепидом за нанесённую ранее личную обиду.
После убийства Ильдебада королём готов стал вождь небольшого расселившегося в Италии вместе с остготами племени ругиев, Эрарих. Этот монарх, в отличие от своего предшественника, не предпринимал ничего, что способствовало бы успешному ведению войны с ромеями. Более того, Эрарих отправил к Юстиниану посольство для заключения мира на тех же условиях, какие были ранее предложены императором Витигесу; послам же король тайно поручил предоставить империи всю Италию за титул патрикия и крупные денежные суммы для себя.
Военная бездеятельность Эрариха вызвала недовольство им среди готов, и они организовали заговор с целью убийства короля и возведения на престол племянника Ильдебада и командира гарнизона в Тарбезии, Тотилы, который был известен как «человек большого ума, очень энергичный и пользовавшийся большим влиянием среди готов». Примечательно, что в это время сам Тотила вёл переговоры с византийцами о капитуляции Тарбезия, однако, получив от заговорщиков предложение короны, не стал им отказывать, но отметил, что согласится занять готский престол только в том случае, если Эрарих будет убит прежде, чем настанет день, установленный византийцами для сдачи Тарбезия.
Эрарих, правивший в течение всего лишь 5 месяцев, осенью 541 года был умерщвлён, и Тотила стал остготским королём.

### Первые победы Тотилы
Ранний период нахождения на готском престоле Тотилы был ознаменован для Византийской империи чередой бедствий: на востоке началась война с персами, вторгшимися в Лазику и Сирию и разрушившими её главный город Антиохию; в 540 году армия гуннов пересекла Дунай и разорила Мёзию, Фракию и предместья Константинополя; наконец, небывалая по своему масштабу пандемия чумы охватила империю.
Несмотря на всё это, Юстиниан требовал от своих генералов в Италии наступления против остготов. Византийские военачальники, командовавшие рассеянными по стране отрядами — Виталий, Бесс, Константиан и некоторые другие — собрались в Равенне и сформировали общую стратегию дальнейших действий. Объединённая ромейская армия, имевшая в своём составе 12000 воинов и 11 полководцев, выступила к Вероне, чтобы занять этот город и затем идти на Тицинум. Приблизившись к городу, ромеи получили предложение от одного из местных жителей, обещавшего подкупить стражу крепостных ворот Вероны и тем самым передать город под власть императора. Ни один из византийских дуксов не решался осуществить это рискованное мероприятие, кроме Артабаза, недавно прибывшего с персидского фронта. Он с сотней воинов глубокой ночью внезапно атаковал укрепления Вероны и заставил превосходящий по численности готский гарнизон крепости бежать из неё и отступить на ближайшую возвышенность. При наступлении дня остготы, однако, заметили, насколько немногочислен был победивший их отряд, и теперь уже сами штурмовали город и выбили из него византийцев, главное войско которых не успело помочь своим соратникам, занятое пререканиями между полководцами, и в итоге отступило к городу Фавенции. Туда же двинулся Тотила и, хотя его армия состояла всего из 5000 воинов, весной 542 года нанёс противнику сокрушительное поражение. Во многом победе готов при Фавенции способствовал удар 300 их кавалеристов в тыл неприятельских войск. В этом сражении Артабаз, вызванный на поединок одним из готов, убил врага, но и сам был смертельно ранен. Византийцы бежали, и их отряды рассеялись по близлежащим укреплённым городам.
Вскоре армия остготского короля под командованием его военачальников Бледы, Улиариса и Родерика осадила Флоренцию, где заперся отряд Юстина. Византийские генералы Бесс, Киприан и Иоанн, получив от осаждённых просьбу о помощи, выступили к этому городу, заставив готов снять осаду и отойти к городку Муцелла недалеко от Флоренции. Императорские войска, продолжая наступление, атаковали там остготов, но, несмотря на превосходство своих сил, потеряли авангард и отступили с поля боя. После этого византийцы уже не рисковали встречаться с армией Тотилы в открытом бою, предпочитая отсиживаться в укреплениях.

### Поход Тотилы в Южную Италию, падение Неаполя
Захватив крепости Цезену и Петру, Тотила не стал осаждать многочисленные подконтрольные византийцам города Этрурии и Лация, но отправился на юг Италии, в Кампанию и Самний, где ромейские гарнизоны были слабы. Кроме того, выгода переноса войны в южные области страны представлялась и в том, что эти провинции были ещё практически не затронуты войной, и готы, овладев ими, могли нанести удар по финансовой системе местных византийских властей. Действительно, вскоре византийские солдаты, не получая положенного им жалованья, начали бунтовать и отказываться выходить из занятых ими крепостей. Также остготский король освободил колонов от обязанности выплачивать государственные налоги своим господам — теперь доход от них вносился непосредственно в государственную казну. Рабы, бежавшие от своих хозяев и присоединившиеся к готской армии, получали свободу.
Легко захватив города Беневент и Кумы, армия Тотилы разрушила их стены, чтобы ими впоследствии не мог воспользоваться противник. Под властью готов быстро оказались Апулия, Лукания, Калабрия и Бруттий. Их войска осадили Неаполь, являвшийся центром владычества византийцев на юге страны и обороняемый гарнизоном в 1000 солдат под командованием Конона.
Понимая, что падение Неаполя поставит под угрозу снабжение подконтрольных византийцам городов в Центральной Италии, Юстиниан назначил военачальника Максимина префектом претория в этой стране, отправив вместе с ним флот с подкреплениями. Максимин, не обладая боевым опытом, остановился в Эпире вместе с большей частью вверенных ему сил, послав в Сицилию небольшую эскадру под командованием Деметрия. Этот комит не решился сразу атаковать осаждавшего Неаполь противника и отправился на кораблях с большим обозом к Риму, чтобы пополнить свой отряд солдатами из местных гарнизонов. Не достигнув в этом успеха, Деметрий выступил к Неаполю, но был вблизи этого города внезапно атакован с берега остготами и разбит. Такая же участь постигла зимой 542 года и второй византийский флот, посланный прибывшим к тому моменту в Сицилию Максимином. В новом сражении Деметрий попал в плен и был приведён Тотилой под стены Неаполя, чтобы показать осаждённым бесплодность их надежд на внешнюю помощь.
Измученный голодом гарнизон Неаполя весной 543 года сдал город Тотиле на условиях неприкосновенности его жителей и свободного прохода для оборонявших его воинов, что было соблюдено королём. Стены города, однако, были остготами разрушены.

### Вторая итальянская кампания Велизария (544—548)

#### Возвращение Велизария в Италию
В то время как Тотила воевал на юге страны, продовольственное и финансовое положение на остававшихся под властью Константинополя территориях Италии ещё более ухудшилось. Это заставило командира гарнизона Равенны комита Константиана написать письмо к императору с просьбой о помощи.
Взяв Неаполь, Тотила отправил письмо к римскому сенату с предложением раскаяться в минувшей измене готам и впустить в Рим королевские войска, но не получил ответа. Тогда он написал новое письмо, с клятвами о том, что в случае сдачи Рима его жителями готские воины не сделают им никакого зла. Ночью копии этого послания были прибиты во всех людных местах города, а утром — прочитаны римлянами. Подозревая в совершении этого дела городских священников-ариан, византийские военачальники изгнали их из Рима, и разочарованный Тотила отправил часть своей армии для осады крепости Гидрунт (лат. Hydruntum, совр. Отранто) в Апулии, а сам с главными силами отправился на завоевание Лациума.
Наконец, император Юстиниан внял сложившейся на итальянском театре военных действий опасности, и, отозвав сражающегося с персами на востоке Велизария в Константинополь, приказал ему снова отправиться на войну с готами.

### Наместничество Германа и несбывшиеся надежды (550)
В 550 году Юстиниан назначил главнокомандующим в Италии своего кузена Германа. Герман установил свою штаб-квартиру в Сердике и начал собирать армию. Слава Германа была такова, что под его знамя собирались как византийцы, так и варвары.
Герман сделал удачный шаг к миру — взял в жёны Матасунту — внучку Теодориха Великого и бывшую жену умершего восемь лет назад Витигеса, последнюю в королевском роде Амалов. Этот брак, одобренный самим Юстинианом, производил, вместе с военными приготовлениями, действенное впечатление на все стороны конфликта, делал Германа наследником обоих воюющих государств и мог привести к миру и объединению сторон.
Однако ранней осенью 550 года Герман заболел и умер. Его смерть разрушила все надежды на объединение готов и римлян в Италии и примирение с византийцами и привела к продолжению кровопролитной войны.